# Martin Niemöller
Emil Gustav Friedrich Martin Niemöller (Lippstadt, Renania del Norte-Westfalia, 14 de enero de 1892-Wiesbaden, Hesse, 6 de marzo de 1984) fue un pastor luterano alemán y antinazi.

## Inicios
En 1910 se graduó como oficial naval. Durante la Primera Guerra Mundial, estuvo al mando del submarino UC 67. Después de esa guerra, comandó un batallón en la Región del Ruhr.[cita requerida] Entre 1919 y 1923, estudió Teología en Münster.Niemöller aprobó el Primer Examen Teológico en Münster el 10 de abril de 1923.
Al inicio de su actividad religiosa, apoyó la política anticomunista, antisemita y nacionalista, sin embargo, en 1933, reaccionó contra dichas ideas después de que Hitler desarrollara una política totalitaria de homogeneización (Gleichschaltung) que pretendía imponer sobre las iglesias protestantes el párrafo ario (Arierparagraph), que excluiría a todos los creyentes con antepasados judíos. A raíz de esta medida, Niemöller fundó 1934 junto a Dietrich Bonhoeffer el movimiento de la Iglesia Confesante (Bekennende Kirche), un grupo protestante que se opuso tajantemente a la nazificación de las iglesias alemanas.

## Arresto y prisión
Por su oposición al control estatal nazi sobre las iglesias, Niemöller fue arrestado el 1 de julio de 1937 y entregado a un Tribunal Especial en Berlin-Moabit el 2 de marzo de 1938 para ser juzgado por actividades contra el Estado. Fue condenado a siete meses de cárcel y a una multa de 2000 marcos. Uno de sus abogados fue Hans Koch.
Como el tiempo que había estado detenido superaba la condena de prisión, fue liberado por el Tribunal tras el juicio. Sin embargo, justo después de abandonar el tribunal, fue arrestado de nuevo por la Gestapo de Heinrich Himmler, posiblemente porque Rudolf Hess encontró la sentencia demasiado benigna y decidió una acción sin piedad contra él. Fue internado en los campos de concentración de Sachsenhausen y de Dachau desde 1938 hasta 1945.
Su excompañero de celda Leo Stein, quien fue liberado de Sachsenhausen para luego viajar a América, escribió un artículo acerca de Niemöller para el National Jewish Monthly en 1942. Stein cuenta que tras preguntarle a Niemöller por qué había apoyado al Partido Nazi inicialmente, Niemöller contestó:

Yo también me he hecho esa pregunta. Me lo he preguntado tantas veces como lo he lamentado. Además, es cierto que Hitler me traicionó. Tuve una audiencia con él, como representante de la Iglesia Protestante, justo antes de que fuera Canciller, en 1932. Hitler me prometió por su palabra de honor, proteger a la Iglesia y no promulgar leyes anti-eclesiásticas. También accedió a no permitir linchamientos (pogromos) contra los judíos, asegurándome lo siguiente: "Habrá restricciones para los judíos, pero no habrá guetos, ni linchamientos, en Alemania".

Yo también creía firmemente, dado el antisemitismo difundido en Alemania en esa época, que los judíos tenían que renunciar a obtener puestos de Gobierno o escaños en el Reichstag. Había muchos judíos, especialmente entre los sionistas, que tenían un punto de vista similar. La promesa de Hitler me satisfizo en esa época. Por otra parte, yo odiaba el creciente movimiento ateo, apoyado y mantenido por socialdemócratas y comunistas. Su hostilidad hacia la Iglesia hizo mantener mis esperanzas en Hitler por una temporada. Ahora estoy pagando ese error; y no solo yo, también otros miles de personas como yo.

## Tras la Segunda Guerra Mundial
Tras su liberación, se incorporó hasta el final de sus días al movimiento pacifista; llegó a ser presidente del Consejo Mundial de Iglesias en 1961 y desempeñó un papel importante en la denuncia contra la Guerra de Vietnam.

### Frases célebres
Desde la década de 1980, Niemöller es principalmente conocido por ser el autor del poema Cuando los nazis vinieron por los comunistas, que trata acerca de las consecuencias de no ofrecer resistencia a las tiranías en los primeros intentos de establecerse. El orden exacto de los grupos y las palabras están sujetos a disputa, ya que existen muchas versiones, la mayoría transmitidas oralmente. Niemöller menciona que no se trataba originalmente de un poema, sino del sermón ¿Qué hubiera dicho Jesucristo?, pronunciado en la Semana Santa de 1946 en Kaiserslautern (Renania-Palatinado, Alemania). Este poema se atribuye de forma errónea, en muchos idiomas, al dramaturgo y poeta alemán Bertolt Brecht.
| Original | Traducción |
| --- | --- |
| Als die Nazis die Kommunisten holten, habe ich geschwiegen; ich war ja kein Kommunist. Als sie die Sozialdemokraten einsperrten, habe ich geschwiegen; ich war ja kein Sozialdemokrat. Als sie die Gewerkschafter holten, habe ich nicht protestiert; ich war ja kein Gewerkschafter. Als sie die Juden holten, habe ich nicht protestiert; ich war ja kein Jude. Als sie mich holten, gab es keinen mehr, der protestieren konnte. | Cuando los nazis vinieron a llevarse a los comunistas, guardé silencio, ya que no era comunista, Cuando encarcelaron a los socialdemócratas, guardé silencio, ya que no era socialdemócrata, Cuando vinieron a buscar a los sindicalistas, no protesté, ya que no era sindicalista, Cuando vinieron a llevarse a los judíos, no protesté, ya que no era judío, Cuando vinieron a buscarme, no había nadie más que pudiera protestar. |

### Pensamiento tras la Segunda Guerra Mundial
Con todo, Niemöller promovió la Declaración de Culpabilidad de Stuttgart, firmada por diversos líderes del protestantismo alemán, en la que se reconocía que las iglesias no habían hecho lo suficiente para combatir el nazismo. En 1961 fue elegido presidente del Consejo Mundial de Iglesias. Durante la guerra fría, Niemöller desempeñó un papel preponderante en los movimientos pacifistas europeos.
Declaró que el bombardeo nuclear de Japón convertía a Harry Truman en “el peor asesino del mundo después de Hitler”, y suscitó la furia del gobierno estadounidense cuando en 1965, en plena guerra de Vietnam, se reunió en Hanói con Hồ Chí Minh. En 1982, en su 90.º aniversario, dijo que había empezado su carrera política “como un ultraconservador que aspiraba al regreso del Kaiser y ahora era un revolucionario; si llego a los cien años, es posible que me convierta en anarquista”.

## Literatura
- Bentley, James (1984). Martin Niemöller (en inglés). ISBN 0-340-39273-8.
- Bentley, James (1985). Martin Niemöller (deutsch). (en alemán). München: Beck. ISBN 3-406-30547-4.
- Heymel, M. (2017). Martin Niemöller: Vom Marineoffizier zum Friedenskämpfer (en alemán). Lambert Schneider in der Verlag Herder GmbH. ISBN 978-3-650-40199-1. Consultado el 11 de mayo de 2024.
- Ziemann, B. (2019). Martin Niemöller. Ein Leben in Opposition (en alemán). Penguin Random House Verlagsgruppe GmbH. ISBN 978-3-641-17257-2. Consultado el 11 de mayo de 2024.